# 陳鈺琳
陳鈺琳（英語：Tramy Chan Yuk-lam，1992年—），前香港灣仔區議會天后選區議員及前灣仔起步成員。

## 政治生涯

### 踏足政治
2019年發生反對逃犯條例修訂草案運動，多名未曾參選的政治素人計劃參選某些未有民主派參選的「白區」，陳鈺琳是其中一員。

### 2019年區議會選舉
陳鈺琳加入由灣仔區議會大坑選區區議員楊雪盈於2019年香港區議會選舉成立新的民主派地區組織「灣仔起步」，並於2019年10月9日向選舉事務處遞交提名參選天后選區。 2019年10月31日，灣仔民政事務專員、天后選區選舉主任陳天柱確認陳的提名有效，成為該選區1號候選人。 最终以2,899票撃敗爭取連任的李文龍（香港島各界聯合會成員，獲2,623票），成功當選。
| 政党   | 政党             | 候选人    | 票数  | %    | ±      |
| ------ | ---------------- | --------- | ----- | ---- | ------ |
|        | 灣仔起步         | ①. 陳鈺琳 | 2,899 | 52.5 | 不適用 |
|        | 香港島各界聯合會 | ②. 李文龍 | 2,623 | 41.5 | -21.2  |
| 多数票 | 多数票           | 多数票    | 276   | 5    | 不適用 |

### 區議員工作

#### 摩頓臺活動中心工程
摩頓臺活動中心是灣仔區社區重點項目計劃項目，政府計劃在摩頓臺排球場原地興建一座四層高，設有禮堂及多用途活動室的活動中心，解決灣仔區文娛設施不足的問題。 計劃先在2018年7月11日經立法會工務小組通過，其後2018年11月30日在立法會財務委員會以36票贊成，24票反對下通過。 2019年區議會選舉過後，陳鈺琳聯同7名候任區議員、時任灣仔區議員楊雪盈致函民政事務局，要求中止興建摩頓臺活動中心的工程，並要求當局在新一屆區議會回應，否則聯署議員將於區議會動議中止工程。 信中批評活動中心面積細小，造價1.4億港元為「天價工程」，並且摩頓臺排球場合併重置方案衍生眾多問題，未能滿足當區需求，故此要求局方中止項目。

## 軼事
2020年2月10日，灣仔區議員陳鈺琳在社交平台上載自己倒立的照片，呼籲市民捐贈過剩的口罩，做到「助人自助」，又指若果希望捐贈口罩但搵唔到途徑，可以找她協助。 

## 外部連結
- 灣仔區議會網頁陳鈺琳資料 （页面存档备份，存于）
- 陳鈺琳Facebook專頁

| 議會席位      | 議會席位                                | 議會席位    |
| ------------- | --------------------------------------- | ----------- |
| 前任： 李文龍 | 灣仔區議會天后選區 2020年－2021年7月9日 | 繼任： 懸空 |